# Župnija Moravče
Župnija Moravče je rimskokatoliška teritorialna župnija dekanije Domžale nadškofije Ljubljana.